# Gaztelu (football)
Gaztelu, de son nom de naissance José Agustín Aranzábal, né le 23 août 1946 et mort le 30 décembre 2020 à Bergara dans le Guipuscoa en Espagne, est un footballeur international espagnol occupant le poste de milieu de terrain défensif. Il a effectué toute sa carrière à la Real Sociedad.

## Biographie

### En club
Né le 23 août 1946, José Agustín Aranzábal hérite du surnom de Gaztelu (château en basque) en raison d'un hameau du même nom à Bergara dans lequel il se rend souvent durant son enfance. Après avoir commencé le football à Bergara, il intègre le San Sebastián Club de Fútbol, l'équipe réserve de la Real Sociedad. Il en intègre l'équipe première en 1967 qui évolue alors en deuxième division. La Real Sociedad remporte le titre et est promue en première division.
Gaztelu dispute son premier match de Liga le 8 octobre 1967 face au Séville FC. Il inscrit son premier but en championnat l'année suivante face au Deportivo La Corogne. Gaztelu reçoit, pour ses dix ans au club, un hommage en préambule du derby basque du 5 décembre 1976, une rencontre marquante dans l'histoire politique de la région. Il inscrit deux buts lors de cette rencontre gagnée par la Real Sociedad 5-0.
Gaztelu, qui est capitaine au cours de ses dernières saisons, pense arrêter sa carrière à l'issue de la saison 1979–1980 marquée pour lui par des blessures et un échec personnel face au Séville FC qui coûte le titre à son club. Restant une saison de plus pour encadrer les jeunes du club, il remporte le titre de champion en 1980–1981 bien qu'il ne participe qu'à une rencontre en mars face au Real Valladolid. Il est alors le seul joueur issu de la promotion en 1967 encore présent dans l'effectif basque et arrête sa carrière à l'issue de cette saison,. Classé milieu de terrain défensif, et ayant principalement joué à ce poste, il a néanmoins évolué à un moment donné à tous les postes possibles à l'exception de gardien selon les besoins de son entraîneur.
Gaztelu dispute au total 308 matchs pour 32 buts avec la Real Sociedad et a comme point fort sa combativité sur le terrain,,.

### En équipe nationale
La première sélection en équipe nationale de Gaztelu a lieu le 15 octobre 1969 contre la Finlande. Il joue également avec la Roja en 1971 contre Chypre, deux rencontres remportées par l'Espagne.
Il participe également à des rencontres de l'équipe du Pays basque.

## Vie personnelle
Son fils Agustín Aranzábal est également footballeur professionnel. Il partage avec son père le fait d'avoir joué en sélection espagnole et à la Real Sociedad.

## Palmarès
Avec la Real Sociedad, Gaztelu remporte le championnat d'Espagne en 1980–1981. Il est également champion de deuxième division en 1967.

## Statistiques
Le tableau ci-dessous résume les statistiques en match officiel de Gaztelu durant sa carrière de joueur professionnel,,.
| Saison                | Club                  | Championnat           | Championnat | Championnat | Coupe(s) nationale(s) | Coupe(s) nationale(s) | Compétition(s) continentale(s) | Compétition(s) continentale(s) | Compétition(s) continentale(s) | Sélection | Sélection | Sélection | Total | Total |
| Saison                | Club                  | Division              | M.          | B.          | M.                    | B.                    | Comp.                          | M.                             | B.                             | Équipe    | M.        | B.        | M.    | B.    |
| 1966-1967             | Real Sociedad         | Segunda División      | 4           | 0           | 1                     | 1                     | -                              | -                              | -                              | -         | -         | -         | 5     | 1     |
| 1967-1968             | Real Sociedad         | Primera División      | 26+2        | 0           | 3                     | 0                     | -                              | -                              | -                              | -         | -         | -         | 31    | 0     |
| 1968-1969             | Real Sociedad         | Primera División      | 26          | 3           | 7                     | 1                     | -                              | -                              | -                              | -         | -         | -         | 33    | 4     |
| 1969-1970             | Real Sociedad         | Primera División      | 17          | 4           | 0                     | 0                     | -                              | -                              | -                              | Espagne   | 1         | 0         | 18    | 4     |
| 1970-1971             | Real Sociedad         | Primera División      | 6           | 0           | 3                     | 0                     | -                              | -                              | -                              | -         | -         | -         | 9     | 0     |
| 1971-1972             | Real Sociedad         | Primera División      | 32          | 1           | 3                     | 0                     | -                              | -                              | -                              | Espagne   | 1         | 0         | 36    | 1     |
| 1972-1973             | Real Sociedad         | Primera División      | 10          | 0           | 2                     | 1                     | -                              | -                              | -                              | -         | -         | -         | 12    | 1     |
| 1973-1974             | Real Sociedad         | Primera División      | 29          | 7           | 0                     | 0                     | -                              | -                              | -                              | -         | -         | -         | 29    | 7     |
| 1974-1975             | Real Sociedad         | Primera División      | 19          | 4           | 2                     | 1                     | C3                             | 2                              | 0                              | -         | -         | -         | 23    | 5     |
| 1975-1976             | Real Sociedad         | Primera División      | 22          | 2           | 5                     | 0                     | C3                             | 4                              | 0                              | -         | -         | -         | 31    | 2     |
| 1976-1977             | Real Sociedad         | Primera División      | 22          | 4           | 5                     | 1                     | -                              | -                              | -                              | -         | -         | -         | 27    | 5     |
| 1977-1978             | Real Sociedad         | Primera División      | 13          | 0           | 2                     | 0                     | -                              | -                              | -                              | -         | -         | -         | 15    | 0     |
| 1978-1979             | Real Sociedad         | Primera División      | 17          | 1           | 3                     | 0                     | -                              | -                              | -                              | -         | -         | -         | 20    | 1     |
| 1979-1980             | Real Sociedad         | Primera División      | 13          | 2           | 4                     | 0                     | C3                             | 2                              | 0                              | -         | -         | -         | 19    | 2     |
| 1980-1981             | Real Sociedad         | Primera División      | 1           | 0           | 0                     | 0                     | C3                             | 1                              | 0                              | -         | -         | -         | 2     | 0     |
| Total sur la carrière | Total sur la carrière | Total sur la carrière | 259         | 28          | 40                    | 5                     | -                              | 9                              | 0                              | -         | 2         | 0         | 310   | 33    |